# Arnold Lanni
Arnold David Lanni (Toronto, 4 maggio 1956) è un produttore discografico, chitarrista e pianista canadese, membro fondatore delle band Frozen Ghost e Sheriff.

## Biografia
Nato a Toronto il 4 maggio 1956, nel 1979 Lanni insieme al cantante Freddy Curci, il chitarrista Steve DeMarchi, il bassista Wolf Hassel e il batterista Rob Elliott formò gli Sceriff. Successivamente, nel 1985, quando la band si sciolse fondò con Hassel i Frozen Ghost, dove ricopriva i ruoli di cantante, tastierista e chitarrista (negli Sheriff era il tastierista). La band si sciolse nel 1993, dopo aver pubblicato 3 album in studio.
Lanni ha prodotto album per molte rock band canadesi tra cui Finger Eleven, The Waking Eyes e Simple Plan.
Inoltre ha prodotto i primi quattro album in studio degli Our Lady Peace.